# Athous cervicolor
Athous cervicolor é uma espécie de insetos coleópteros polífagos pertencente à família Elateridae.
A autoridade científica da espécie é Heyden, tendo sido descrita no ano de 1880.
Trata-se de uma espécie presente no território português.